# Ragnhild Andersen
Ragnhild Nikoline Andersen, född 18 augusti 1907 i Yderby, död 8 maj 1990 i Köpenhamn, var en dansk politiker för Danmarks Kommunistiske Parti (DKP). Hon var också en framträdande person inom den danska fackföreningsrörelsen, bland annat i egenskap av förbundsstyrelseledamot i Kvindeligt Arbejderforbund.

## Uppväxt och tidig politisk aktivitet
Ragnhild Andersen var ett av sex barn till hamnfogden och tullarbetaren Nikolaj Andreas Andersen och (1875–1954) och Gertrud Birgitte Hansen (1881–1964). Föräldrarna drev även ett litet kafé i Sjællands Odde. Efter allmän förberedelseexamen 1925 flyttade hon till Köpenhamn och tog anställning som bland annat kontorist och bokhållare på olika firmor. Den 16 oktober 1937 gifte sig Andersen med chauffören Finn Johannes Salemonsson. Äktenskapet upplöstes 1949 och hon gifte om sig 1952 med den kommunistiske politikern och ministern Alfred Jensen.
Andersen började engagera sig fackligt och politiskt i 20-årsåldern: 1926 anslöt hon sig till det socialistiska ungdomsförbundet Unge Pionerer, redigerade dess medlemstidning och organiserade en tio veckor lång resa till Sovjetunionen. 1927 tog hon steget och anslöt sig till ungdomsförbundet Danmarks Kommunistiske Ungdom (DKU), och anslöt sig i samband med detta även till fackföreningen Handels- og Kontorfunktionærernes Forbund (HK), som är en av Danmarks största fackföreningar och hör under LO. Efter att ha anordnat en tio veckor lång studieresa till Sovjetunionen ihop med Unge Pionerer 1928 lämnade hon sitt arbete som kontorsassistent. Anledningen var att hon ville ansluta sig till proletariatet och den politiska verksamhet som bedrevs inom denna grupp. Hon tog därför anställning som metallarbetare på en radiofabrik och bytte därmed till fackföreningen Kvindeligt Arbejderforbund (KAD). Hon var även anställd en kortare period på Arbejderbladet. 1929 anslöt hon sig till Danmarks Kommunistiske Parti och hennes partipolitiska engagemang löpte parallellt med hennes fackliga engagemang. Radiofabriken hörde under fackföreningens 5:e avdelning, Metalkvinderne, som vid denna tid hade den markanta Inger Gamburg som ordförande. De kom att arbeta tätt ihop och bildade ett radarpar såväl inom KAD och som politiker för Danmarks Kommunistiske Parti. I samband med börskraschen 1929, vilken hade global lågkonjunktur och massarbetslöshet som följd, utsågs Andersen till ansvarig för sin fackföreningsavdelnings arbetslöshetsutskott. Från 1935 var hon även ledamot i avdelningens styrelse. I samband med de kollektiva förhandlingarna i Danmark 1930 mellan fackföreningar och arbetsgivare väckte hon uppmärksamhet genom sitt deltagande i diverse fackliga och politiska demonstrationer; bl.a. genom att hålla tal från sockeln till Adam Oehlenschlägers staty på Kongens Nytorv i Köpenhamn. Hon arresterades för ordningsbrott och tilldelades smeknamnet Den røde Jeanne D’Arc av den danska pressen.
Under 1930-talet tilltog Andersens partipolitiska engagemang och hon fick snabbt inflytelserika förtroendeposter inom DKP, däribland som ledamot i partiets centralkommitté 1930–1936. 1933 skickades hon till partiskola i Moskva, och stannade där i ett år.

## År 1933 och framåt

### Ett liv i fångenskap
Den 9 april 1940 invaderade Nazi-Tyskland Danmark, som nu kom att lyda under den tyska ockupationsmakten. Ett år senare blev DKP illegaliserat av den danska regeringen efter påtryckningar från Tyskland och tillsammans med många partikollegor gick Andersen under jorden. Polisen lyckades dock spåra upp henne och i september 1943 arresterades och internerades hon i Vestre Fængsel. Därefter förflyttades hon till Horserødlägrets kvinnoavdelning. I augusti 1943 togs driften av lägret över av tyskarna, och de förde tillbaka fångarna till Vestre Fængsel. I oktober 1943 deporterades Ragnhild Andersen, Inger Gamburg och de andra fångarna till koncentrationslägret Stutthof utanför Gdansk i dagens Polen. Under överskeppningen till Polen blev Andersen vittne till bl.a. tyskarnas tortyr av judiska fångar. Både Ragnhild Andersen och Inger Gamburg lyckades överleva interneringen i koncentrationslägret och återvände till Danmark några dagar efter att det åter blivit självständigt 5 maj 1945.

### I Folketinget och partistyrelsen
I oktober 1945 hölls det val till Folketinget och Ragnhild Andersen blev invald tillsammans med 17 andra kandidater för DKP. Partiet gjorde här sitt bästa val någonsin och fick 14,4 % av rösterna. Hon lyckades bli återvald 1947, trots att DKP:s antal mandat halverades. Detta kompenserades dock med att hon fick ett stort antal personliga röster. Från 1946 var hon dessutom åter ledamot i DKP:s centralkommitté samt i dess kontrollorgan. Hon var också redaktör för partiets veckotidning, Ugens Ekko, 1945–1948. Hon blev således en av DKP:s mest framträdande och populära politiker vid denna tid och profilerade sig särskilt inom social-, familje- och sexualpolitiken. På hennes agenda stod upprättandet av sexualkliniker, utökade möjligheter för kvinnor att göra abort och främjandet av kvinnors rätt till deltidsarbete. I valet 1960 åkte DKP ur Folketinget och Andersen förlorade således sitt mandat. I perioden 1956–1958 drabbades partiet av ett internt uppror, då partiledaren Aksel Larsen tog avstånd från Sovjetunionen efter Ungernrevolten. Ragnhild Andersen tog avstånd från Larsen och menade att partiet skulle vara lojalt gentemot Sovjetunionen.
Även det fackliga engagemanget återupptogs efter kriget: Under perioden 1945–1954 satt hon i KAD:s förbundsstyrelse som representant för den 5:e avdelningen. Under 1960-talet blev Andersen och hennes man avlyssnade av både Politiets Efterretningstjeneste (PET) och antikommunisten Arne Sejrs underrättelseorganisation, Firmaet.
Andersen var även styrelseledamot i De Erhvervshæmmede fra Frihedskampen och Stutthof Foreningen.